# 안젤라 매클레인
안젤라 맥린(Angela McLean, 1970년 8월 19일 ~ )은 미국의 정치인이다.

## 학력
- 몬태나 웨스턴 대학교
- 몬태나 대학교

## 경력
- 2012.01 ~ 2014.02 몬태나 고등교육위원회 의장
- 2014.02 ~ 2016.01 제35대 몬태나 부지사